# جيون مي را
جيون مي را (الكورية: 전미라) مواليد 6 فبراير 1978 في كوريا الجنوبية، هي لاعبة كرة مضرب كورية جنوبية سابقة بدأت مسيرتها كمحترفة سنة 1993 وكانت تلعب باليد اليمنى، اعتزلت اللعب في 2005. أعلى تصنيف لها في الفردي كان 129. أعلى تصنيف لها في الزوجي كان 120.

## النهائيات

### الزوجي: 1 (1-0)
| الحصيلة | الرقم | التاريخ        | الدورة              | الأرضية | الشريك        | المنافس في النهائي       | النتيجة       |
| الفوز   | 1.    | أكتوبر 3, 2004 | سول، كوريا الجنوبية | صلبة    | تشو يون جيونج | شوانغ شيا جونغ هيش سو وي | 6-3, 1-6, 7-5 |

## روابط خارجية
- جيون مي را على موقع رابطة محترفات التنس (الإنجليزية)
- جيون مي را على موقع الاتحاد الدولي لكرة المضرب (الإنجليزية)
- جيون مي را على موقع كأس بيلي جين كينغ (الإنجليزية)
- جيون مي را على موقع خلاصة التنس.كوم (الإنجليزية)